# Postleitzahl (Australien)

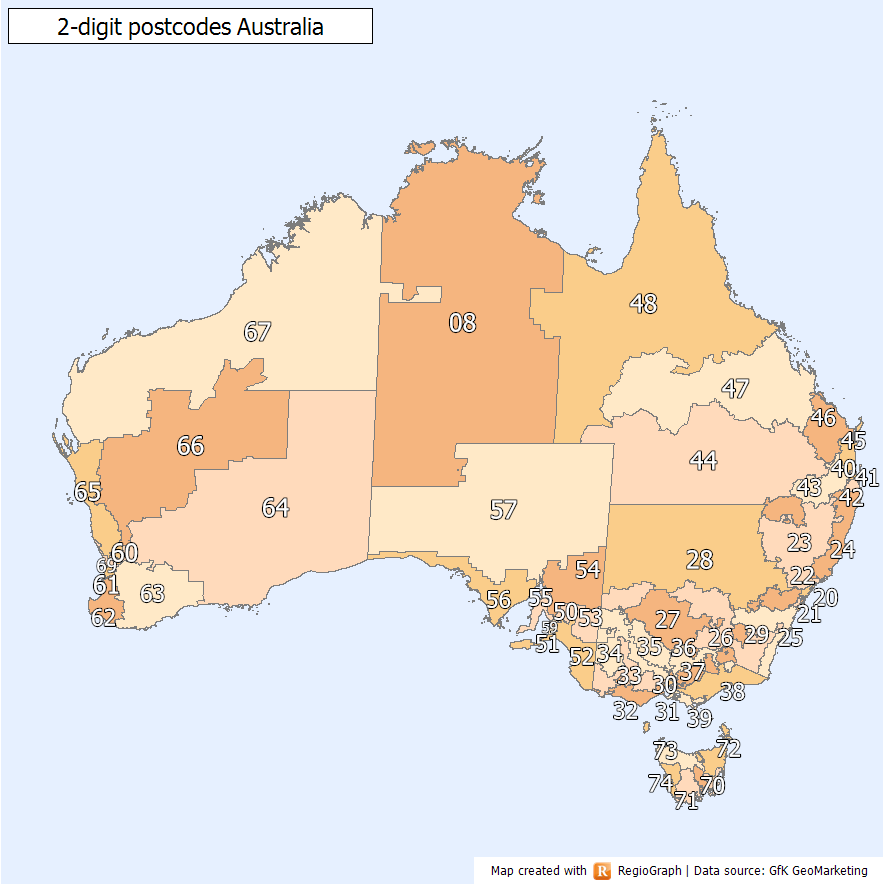
Postleitzahlen-Gebiete in Australien nach den ersten beiden Stellen

Australische Postleitzahlen dienen innerhalb von Postadressen der Sortierung und Zustellung von Briefen, Paketen oder Päckchen in Australien. Sie werden von der Australia Post verwaltet und vergeben.

## Geschichte
Die heute in Australien gültigen Postleitzahlen sind vierstellig und werden hinter dem Bestimmungsort, in Ergänzung eines alphabetischen Extraktionscodes geschrieben. Sie wurden 1967 vom Postmaster-General's Department (PMG) eingeführt. Jedem Postamt wurde eine Postleitzahl zugeordnet. Sie ersetzten ältere Systeme, wie zum Beispiel alphanumerische Sortiercodes in Melbourne (N3 oder N5) und einigen Gebieten von New South Wales.

## Format
Die Postleitzahl wird am Ende der Adresse geschrieben:
Mrs Elisabeth Taylor
15 Victoria Street
SYDNEY NSW 2000

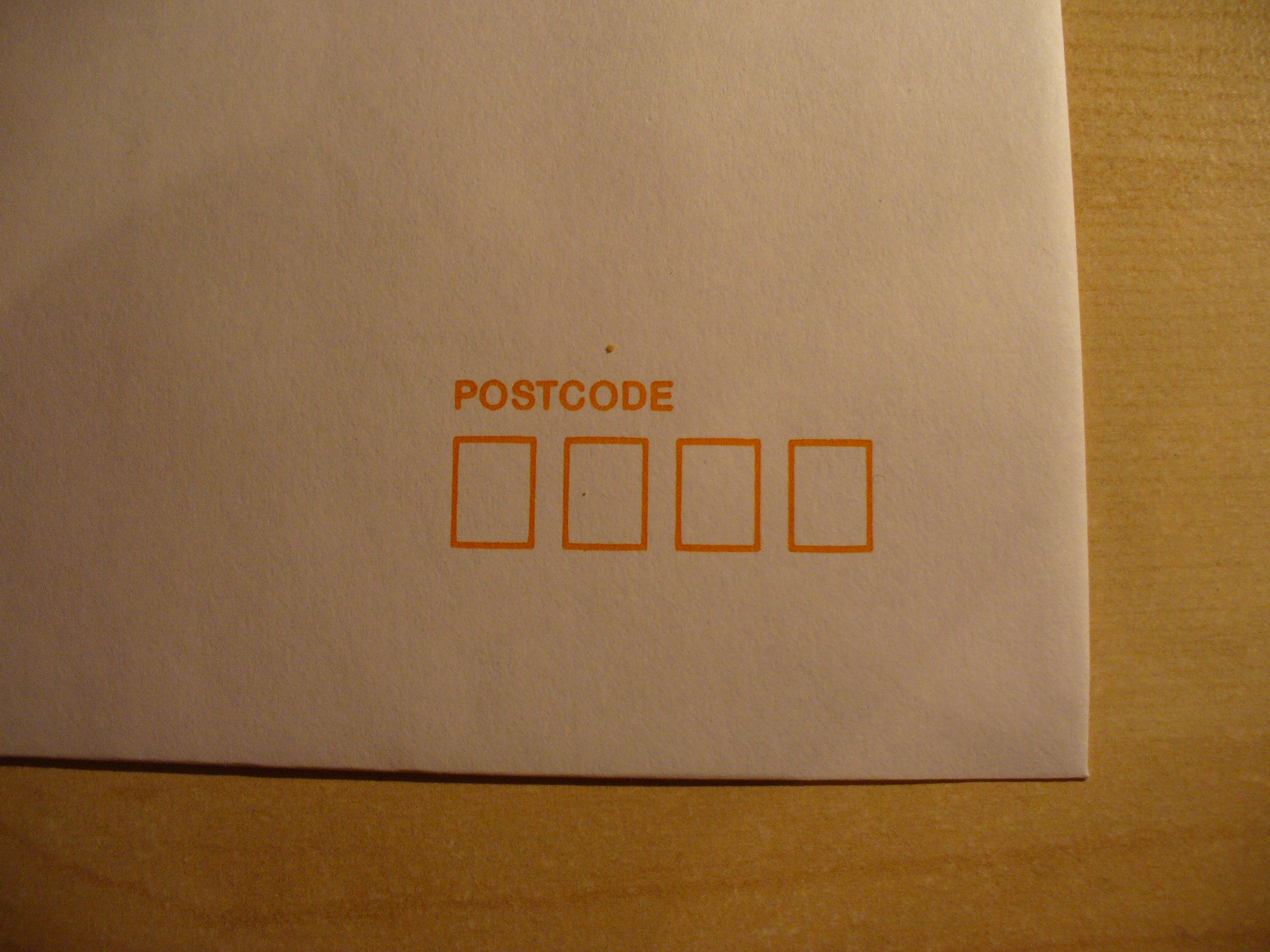
Rechtecke zur Aufnahme der Postleitzahl

Bei handadressierbaren Umschlägen befinden sich üblicherweise rechts unten vier orange Rechtecke, in welche die Postleitzahl geschrieben wird. Dieses System der postcode squares wurde 1990 eingeführt um die Leserate der damals noch fehleranfälligen OCR-Technologie zu erhöhen. 

## Geografische Einteilung
Die ersten beiden Ziffern geben in der Regel den Bundesstaat oder die Region an.
| Bundesstaat/Territorium                    | Zugehörigkeit | Postleitzahlen                                                        |
| ------------------------------------------ | ------------- | --------------------------------------------------------------------- |
| New South Wales                            | NSW           | 1000–1999 (PLZ nur für Großkunden und Postfächer) 2000–2599 2619–2898 |
| Norfolkinsel                               | NSW           | 2899 (Australisches Außengebiet)                                      |
| New South Wales                            | NSW           | 2921–2999                                                             |
| Australian Capital Territory               | ACT           | 0200–0299 (PLZ nur für Großkunden und Postfächer) 2600–2618 2900–2920 |
| Victoria                                   | VIC           | 3000–3999 8000–8999 (PLZ nur für Großkunden und Postfächer)           |
| Queensland                                 | QLD           | 4000–4999 9000–9999 (PLZ nur für Großkunden und Postfächer)           |
| South Australia                            | SA            | 5000–5799 5800–5999 (PLZ nur für Großkunden und Postfächer)           |
| Western Australia                          | WA            | 6000–6797                                                             |
| Weihnachtsinsel                            | WA            | 6798 (Australisches Außengebiet)                                      |
| Kokosinseln                                | WA            | 6799 (Australisches Außengebiet)                                      |
| Western Australia                          | WA            | 6999 (PLZ nur für Großkunden und Postfächer)                          |
| Tasmanien                                  | TAS           | 7000–7150                                                             |
| Casey-Station Davis-Station Mawson-Station | TAS           | 7151 (Australische Antarktis-Territorien)                             |
| Tasmanien                                  | TAS           | 7152–7799 7800–7999 (PLZ nur für Großkunden und Postfächer)           |
| Northern Territory                         | NT            | 0800–0899 0900–0999 (PLZ nur für Großkunden und Postfächer)           |